# Christoph Augustynowicz
Christoph Augustynowicz (* 26. Mai 1969 in Wien) ist ein österreichischer Historiker.

## Leben
Ab 1988 studierte der Geschichte und Slawistik (Russistik) in Wien und Volgograd. Seit 1994 ist er am Institut für Osteuropäische Geschichte der Universität Wien tätig. Nach der Promotion 1997 und der Habilitation 2007 (Venia Legendi für Osteuropäische Geschichte) ist er seit September 2007 außerordentlicher Universitätsprofessor. Im  Sommersemester  2018 lehrte er als Gastprofessor an der Universität Leiden.
Seine Forschungsschwerpunkte sind Beziehungen der Habsburger zum östlichen Europa in der Frühen Neuzeit, galizisch-polnische Grenzraumforschung, Sozialgeschichte Polen(-Litauens) unter besonderer Berücksichtigung der Juden, Bilder und Stereotype des östlichen Europa {Vampir(ismus)glaube} und Historiographiegeschichte (Ostmitteleuropa-Konzeptionen).

## Schriften (Auswahl)
- Die Kandidaten und Interessen des Hauses Habsburg in Polen-Litauen während des Zweiten Interregnums 1574–1576. Wien 2001, ISBN 3-85114-576-3.
- Geschichte Ostmitteleuropas. Ein Abriss. Wien 2014, ISBN 3-7003-1908-8.
- Grenze(n) und Herrschaft(en) in der kleinpolnischen Stadt Sandomierz 1772–1844. Wien 2015, ISBN 978-3-643-50669-6.
- Kleine Kulturgeschichte Polens. Vom Mittelalter bis zum 21. Jahrhundert. Wien 2017, ISBN 3-85371-419-6.